# Cincloramphus grosvenori
Cincloramphus grosvenori é uma espécie de ave da família Locustellidae.
Apenas pode ser encontrada: Papua-Nova Guiné.